# Distretto di Marzahn-Hellersdorf
Il distretto di Marzahn-Hellersdorf è il decimo distretto (Bezirk) di Berlino.

## Amministrazione
L'amministrazione distrettuale ha sede al Rathaus Hellersdorf, nel quartiere omonimo.
Il sindaco distrettuale (Bezirksbürgermeister) in carica è Dagmar Pohle, della PDS.

### Suddivisione amministrativa
Marzahn-Hellersdorf è diviso in 5 quartieri (Ortsteil):
- 1001 Biesdorf
- 1002 Hellersdorf
- 1003 Kaulsdorf
- 1004 Mahlsdorf
- 1005 Marzahn

## Storia
Il distretto di Marzahn-Hellersdorf fu formato nel 2001 unificando i precedenti distretti di Marzahn e di Hellersdorf.

## Gemellaggi
Il distretto di Marzahn-Hellersdorf è gemellato con:
- Distretto XV di Budapest, dal 1991
- Distretto IV di Budapest, dal 1992
- Tychy, dal 1992
- Oktjabr'skij Raën, dal 1993
- Partizanskij Raën, dal 1993
- Halton, dal 1994
- Lauingen (Donau), dal 1999